# Гобійський національний парк
Гобійський національний парк Гобі Гурван Сайхан — найбільша природоохоронна територія у Монголії, розташована у південній частині країни, найближче місто — Даланзадгад.

## Розташування
Парк розташовано за 340 км на південний захід від Улан-Батора.
У північно-західну частину пустелі Гобі заходять відроги Алтаю — хребет Гурвансайхан, що в перекладі означає «три красуні». Висота гір до 4000 метрів. На східних схилах хребта у 1993 році було створено Національний парк Гурван Сайхан, а у 2000 році він був розширений. У підсумку його площа складає 27000 кв. км, це найбільша природоохоронна територія Монголії. Поруч з Національним парком знаходиться місто Даланзадгад який є відправною точкою для подорожей по пустелі. Гобі не є класичною пустелею, а складається з 33 різних екосистем які здебільш ому належать до напівпустельного типу. Тільки 3 % її території складають піски.

## Фауна

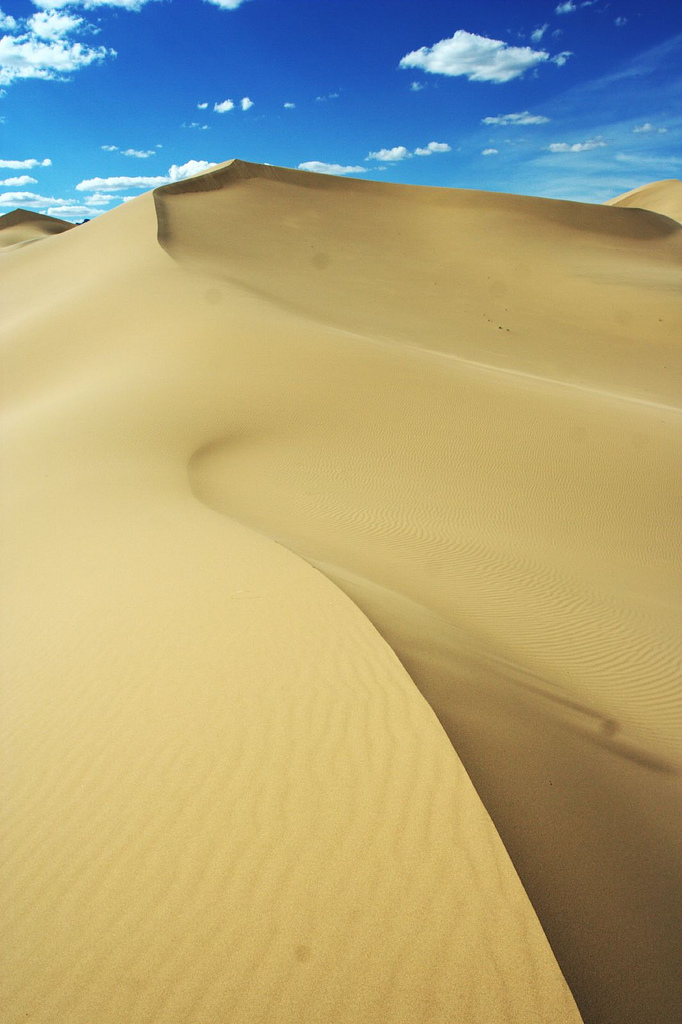
Дюни в Гобійському національному парку

На території національного парку живуть сніжні барси (ірбіси), архари, гірські кози ібекси, азійський дикий віслюк кулан, чорнохвоста газель, лисиці, дикі верблюди хавтагай та гобійський ведмідь мазалай, 200 видів птахів та 140 ендемічних видів тварин.

## Рельєф
В ущелині Йолун-Ам водяться хижі птахи — бородачі, а також інші птахи — улари, чотири види в'юрків. Дно ущелини вкрито льодовими полями які раніше зберігались протягом всього року, зараз у літній період вони зникають. Також на території парку знаходиться 180-кілометрова дюна Хонгорин-Елс (Співаючі піски). Дюна має у висоту кілька сотень метрів та ширину 300 метрів. Серед пісків розташоване джерело Хонгорин-Гол біля якого протягом кількох днів цвітуть іриси.

## Туризм
Пустеля Гобі відома як одне з найбільших у світі поховань динозаврів. Тут, на території Національного парку були найдені скелети та яйця динозаврів віком 80 млн років. Найвідомішим похованням динозаврів є місцевість під назвою Баянзаг. Також в пустелі варто відвідати юртові табори кочівників, які міняють місце свого житла щоб знайти нові пасовища для худоби.

## Галерея

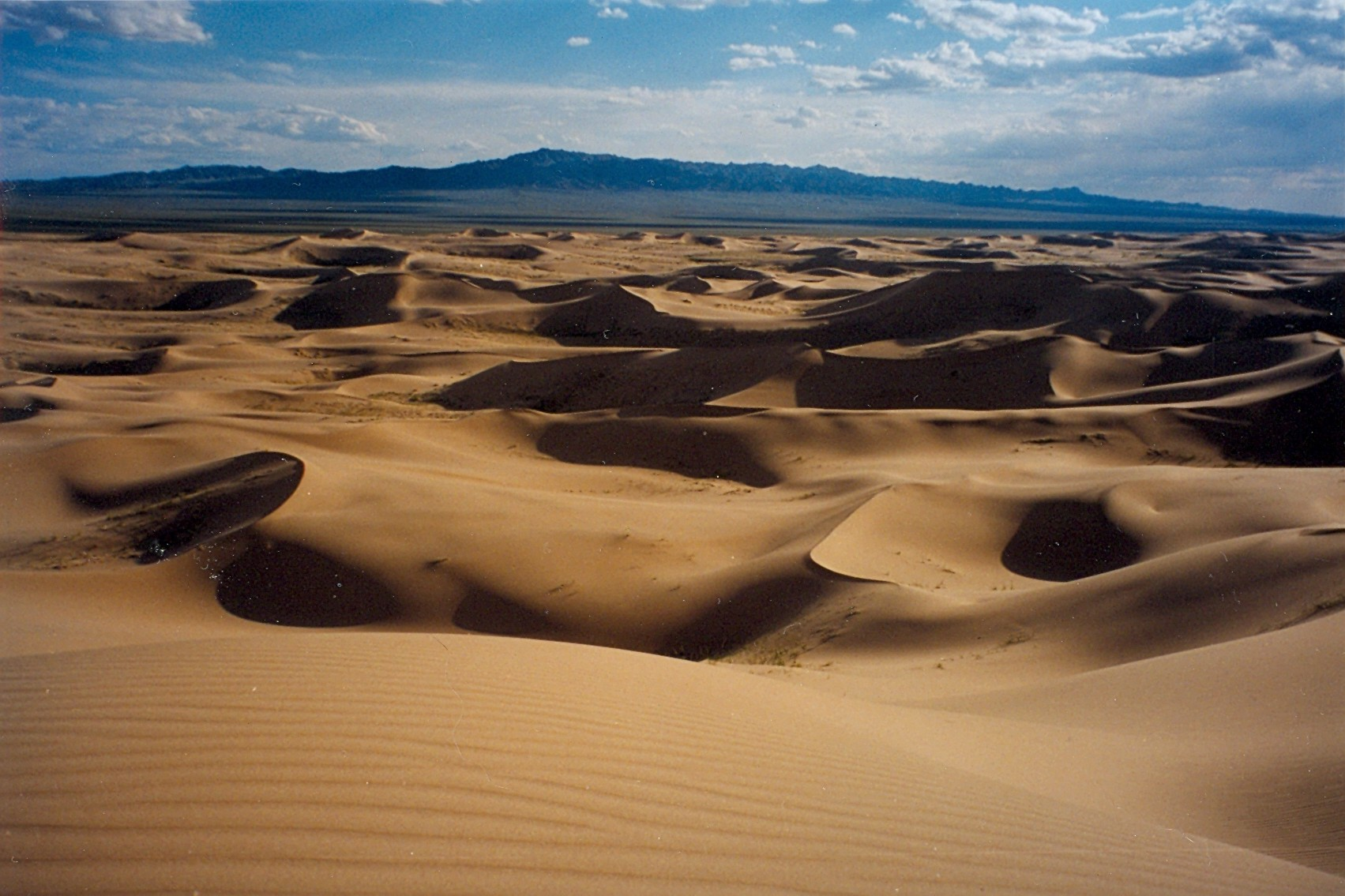
Співаючі піски
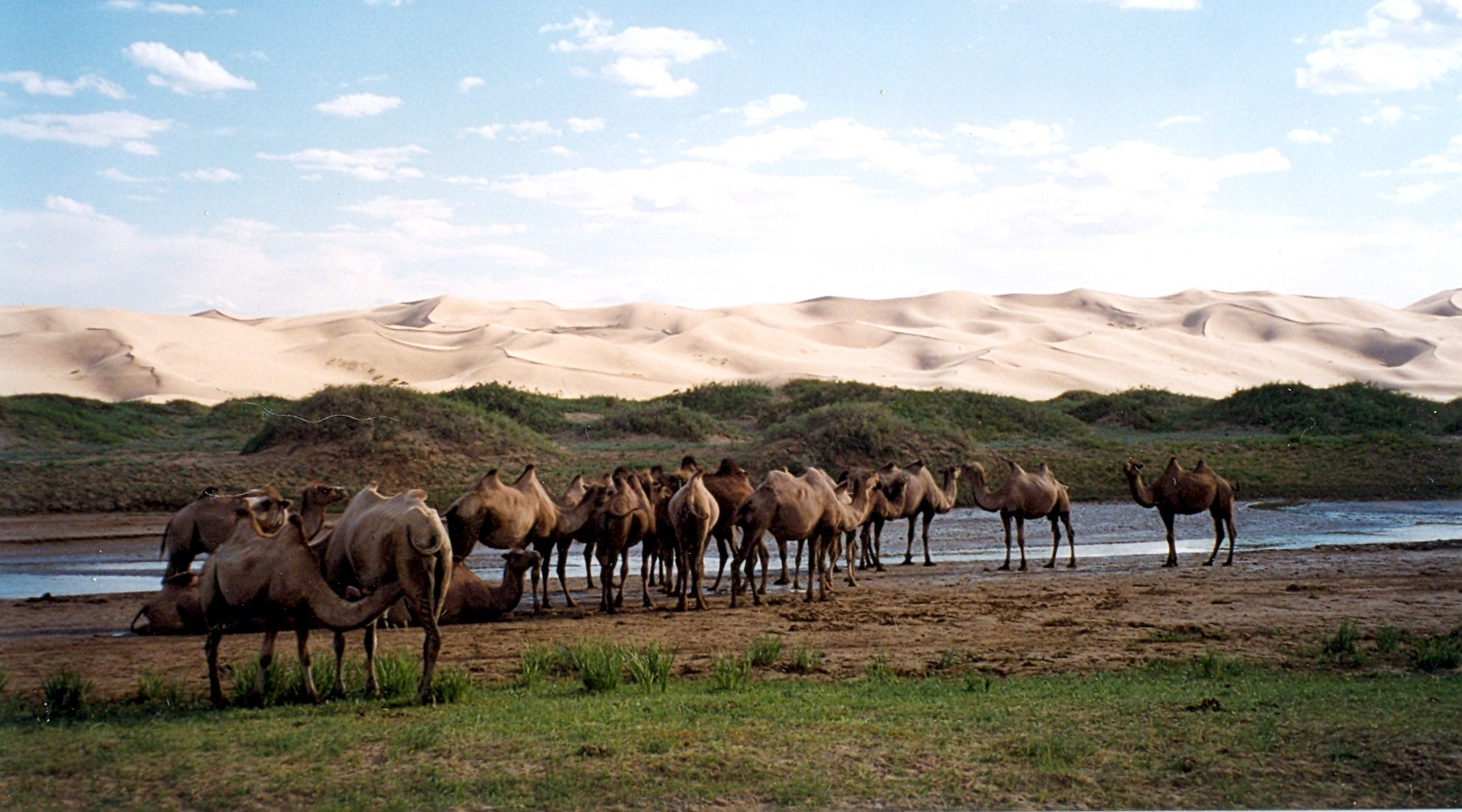
Дикі верблюди в Гобійському національному парку
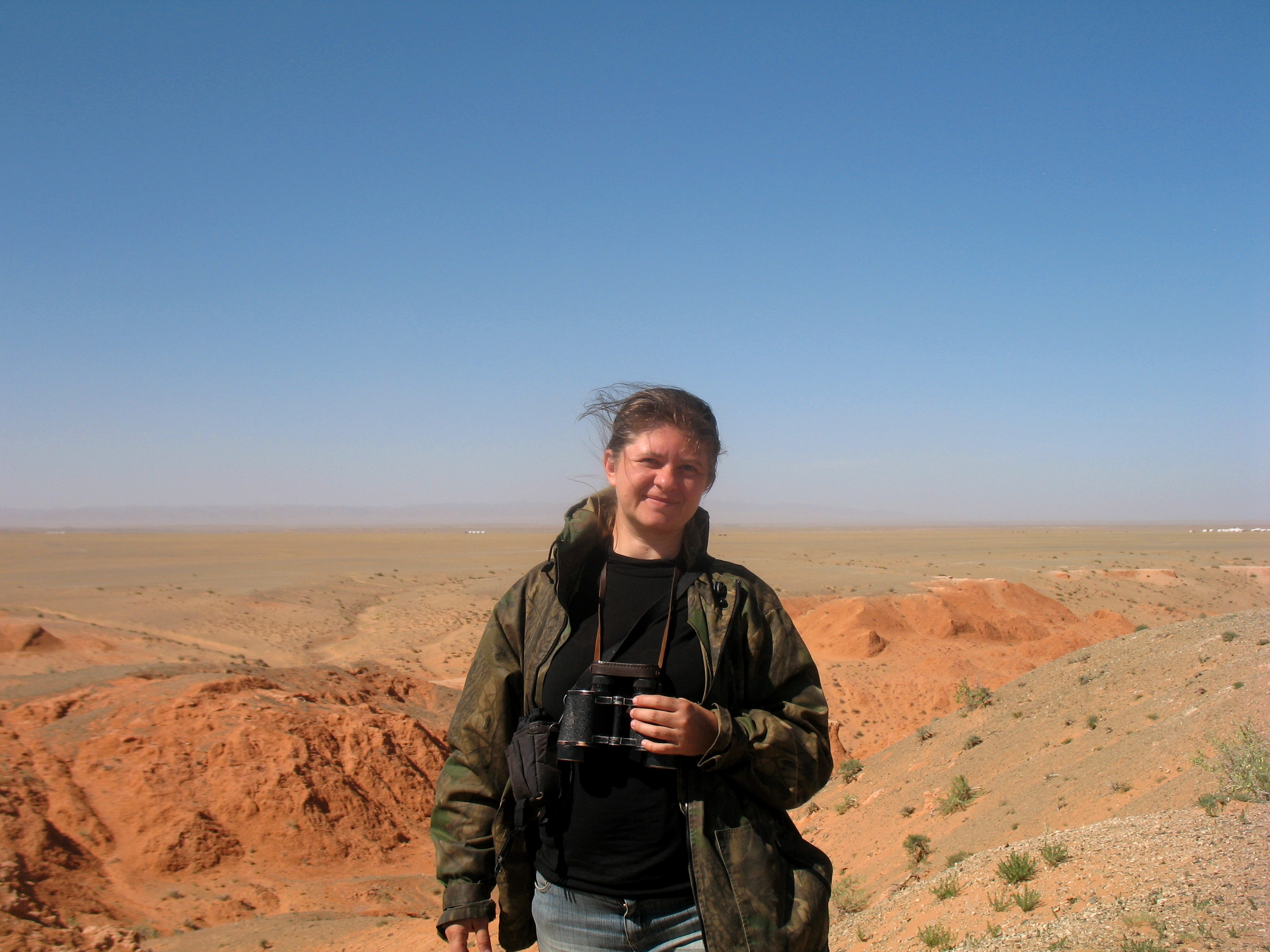
Український орнітолог Є. Ю. Яніш у долині Баянзаг в Гобі — місце, де багато десятиліть проводились палеонтологічні розкопки та яке є одним з найбільш відомих місць знахідок кісток та яєць динозаврів